# II Festival Mundial de la Juventud y los Estudiantes
El II Festival Mundial de la Juventud y los Estudiantes tuvo lugar durante agosto de 1949 en Budapest, capital de la entonces República Popular de Hungría, ciudad que todavía mostraba las secuelas de la Segunda Guerra Mundial. Organizada por la Federación Mundial de la Juventud Democrática (FMJD), la segunda edición de su festival reunió a cerca de 20.000 jóvenes de al menos 82 países —algunas fuentes hablan de 90 delegaciones— bajo el lema "¡Juventud, únete! ¡Adelante, por una paz firme, por la democracia, la independencia nacional de los pueblos y por un futuro mejor!"
La ceremonia de apertura se realizó el 14 de agosto en el Estadio Újpest, localizado en la zona septentrional de Budapest. Durante dos semanas se desarrollaron diversas actividades culturales, recreativas y políticas. El Festival expresó su solidaridad hacia los "esfuerzos anticolonialistas de los pueblos de Indonesia, Indochina y Malasia", así como su apoyo a las "posiciones democráticas en contra de sus gobiernos fascistas" de la juventud griega y la española. En esta edición se incorporó la República Democrática Alemana, recientemente proclamada y que sería sede del próximo FMJE.